# Albino (cavallo)

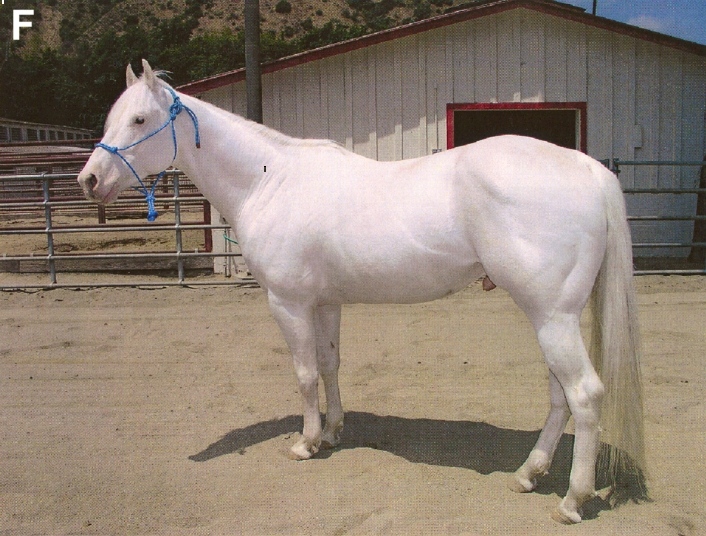
Razza Albino

L'albino (American White) è una razza americana, formata recentemente (1900 circa), con mantello cremello, ovvero pelo bianco latte e occhi azzurri, molto sensibile al sole. È docile e mansueto, ma anche robusto e forte, caratteristiche del capostipite Old King, ancora conservate. Cavalli di razza albina pura, cioè quelli che detengono il gene dominante bianco (W), sono particolarmente rari. La maggior parte dei cavalli bianchi in realtà sono cavalli grigi, il cui manto è diventato bianco.

## Caratteri morfologici
Tipo: mesomorfo.
Mantello: sempre bianco latte o crema.
Altezza al garrese: 150 – 158 cm.
Peso: circa 500 kg.
Dal punto di vista morfologico può presentarsi di diversa conformazione, potendosi richiamare di volta in volta al Quarter Horse, al Morgan, al purosangue inglese e all'arabo.
La testa è piuttosto corta con ganasce muscolose ed espresse, le narici sono piuttosto grandi ed espanse, il garrese è mediamente sviluppato e la groppa abbastanza lunga. Le spalle sono muscolose e forti e la coda folta e di media lunghezza e gli arti sono ben strutturati con avambracci molto espressi.